# Melaka International Motorsport Circuit
Der Melaka International Motorsport Circuit (malaiisch Litar Pemotoran Antarabangsa Melaka) ist eine permanente Motorsport-Rennstrecke in der Mukim Durian Tunggal im malaysischen Bundesstaat Malakka in der Nähe der Stadt Ayer Keroh.

## Geschichte

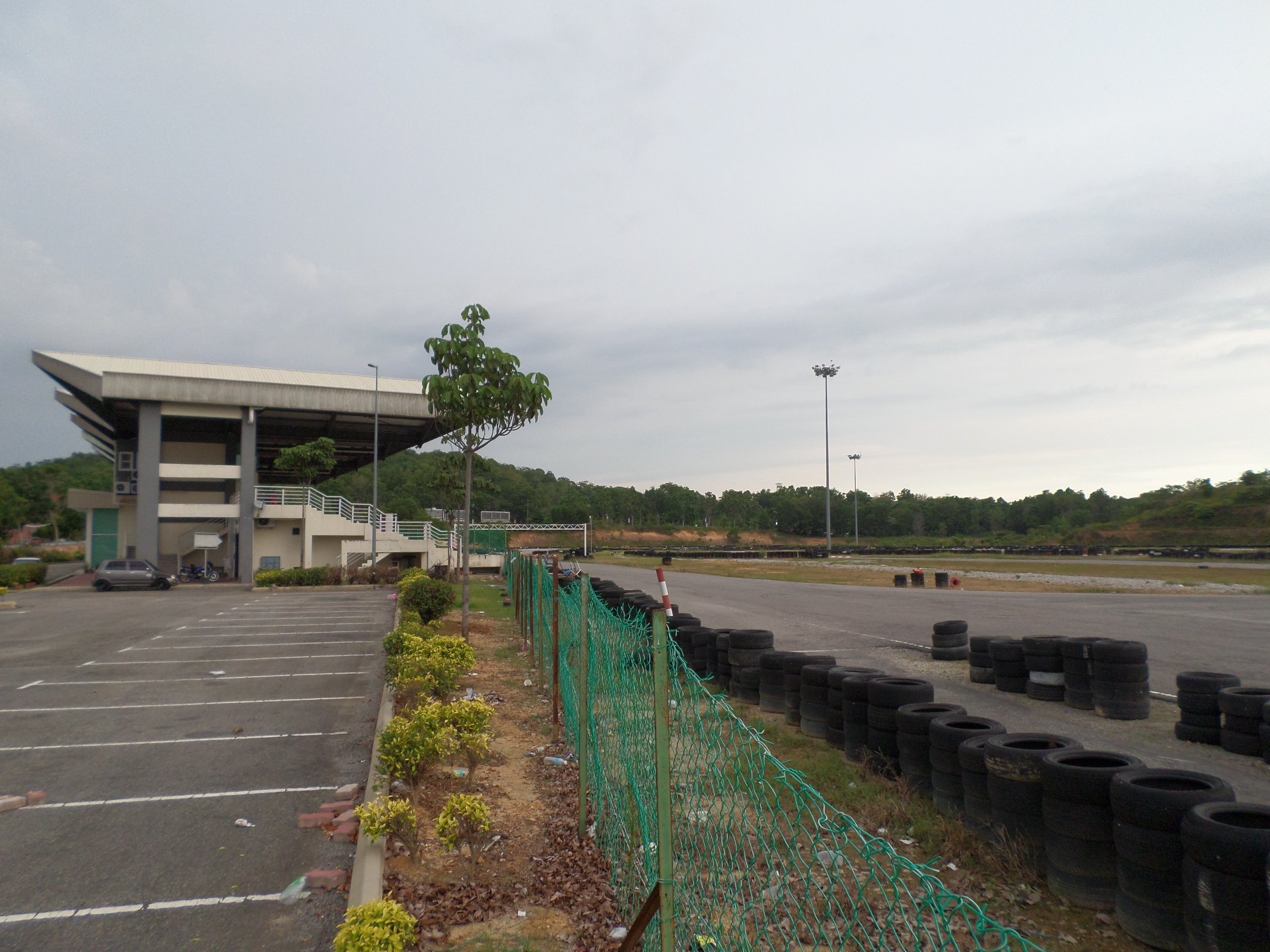

Sie wurde 2009 vom damaligen Gouverneur des Bundesstaates Mohd Ali Rustam eröffnet. Die Kosten der Strecke betrugen 9,9 Millionen Ringgit. Nach einer zweijährigen Schließung der Anlage aufgrund der COVID-19-Pandemie übernahm 2022 ein neues Management die Anlage.

## Streckenbeschreibung
Die Bahn ist 1,6 km lang und liegt auf einem 3,5 ha großem Gelände. Die Strecke ist mit einer zweistöckigen Tribüne ausgestattet, die 800 Besucher fasst.

## Veranstaltungen
Auf dem Kurs finden Kartrennen, Driftveranstaltungen, Pocket-Bike-Rennen, Timeattack-Wettbewerbe, Track Days und lokale Veranstaltungen statt.